# ガトー・バルビエリ
ガトー・バルビエリ(Gato Barbieri、1932年11月28日 - 2016年4月2日）は、アルゼンチン出身のジャズ・テナー・サクソフォーン奏者、作曲家である。1960年代のフリー・ジャズ・ムーブメント、1970年代の一連のラテン・ジャズ作品を通じて世に知られるようになった。ニックネームのガトーはスペイン語で猫の意味である。

## 略歴

### 初期
バルビエリは、音楽一家に生まれたにもかかわらず、演奏とは無縁の幼少期を送っていた。ところが、12歳の時に聴いたチャーリー・パーカーの「Now's the Time」に衝撃を受け、クラリネットを演奏するようになった。1947年にはブエノス・アイレスに転居し、アルト・サックスに転向した。1953年にアルゼンチン人のピアノ奏者であるラロ・シフリンのオーケストラに加入。シフリンの下で活動していた頃からテナー・サックスも併用し、1950年代後期には自らのグループを率いるようになった。イタリア出身の女性ミシェルと結婚したことを機に、1962年にはイタリアのローマに活動の拠点を移した。ちなみに、ミシェルは彼にガトーというニックネームを与えたその人であり、妻としてはもちろん、音楽的パートナーとしてもガトーを支えていくことになる。

### 1960年代
ローマ移住後にパリでトランペット奏者のドン・チェリーと出会う。時は1960年代。アルバート・アイラーやファラオ・サンダースといった他のフリー・ジャズ・サックス奏者達と同様にジョン・コルトレーンの後期の作品に強い影響を受けつつも、暖かくザラついたトーンに代表される彼独自のスタイルを確立しつつあった。イタリアでは現地ミュージシャンの作品に客演し、1965年にはニューヨークに移住。ドン・チェリーのバンドに正式に加入し、数年間活動する。
1967年には初のリーダー・アルバム『イン・サーチ・オブ・ザ・ミステリー』を発表し、翌年にはマイク・マントラーのジャズ・コンポーザーズ・オーケストラに加入。これが後のチャーリー・ヘイデンの「Liberation Music Orchestra」やカーラ・ブレイの「Escalator Over The Hill」といった多人数ミュージシャンによるプロジェクトへの参加につながっていくことになる。

### 1970年代前期
1970年代に入ると、フリー・ジャズ一辺倒だった自らのスタイルを、自身のルーツである南米音楽の要素を中心に据えたものに変化させていく。ボブ・シールのプロデュースによるフライング・ダッチマン時代の作品群は、まさにその成果と言える。ベルナルド・ベルトルッチの1972年の映画『ラストタンゴ・イン・パリ』で音楽監督を担当し、翌年にはグラミー賞を受賞。彼は一躍、国際的なスターにのし上がった。また、憧れのコルトレーンがかつて在籍したインパルス・レコードとの契約も実現した。エド・ミシェルのプロデュースによるインパルス時代の「Chapter四部作」は、大人数編成による意欲作であり、まさにガトーの全盛期を捉えた金字塔と言える。

### 1970年代後期
1976年にはA&Mレコードと契約し、音楽性をロック的な要素の強いポップなものに変化させていった。1976年の作品『カリエンテ！』にはカルロス・サンタナの「Europa」のカバーが収録されており、彼の代表演奏曲となっている。この作品とそれに続く1977年のアルバム『ルビー、ルビー』でプロデュースを手掛けたのは、A&Mレコードの共同設立者であるハーブ・アルパートだった。A&M時代は、ジャズ・ポップ路線を踏襲しつつ精力的にレコーディング活動と公演活動を続けた。

### 1980年代
1980年代は、ウィントン・マルサリスに代表される新伝承派の台頭によって、ガトーの活躍の場は徐々に減っていく。1981年にファニア・レコードに移籍したが、リリースした作品は1枚のみにとどまった。1983年、ボブ・シールのドクター・ジャズ・レコードに移籍するも、アルバム『アパショナード』を最後に目立った活動はなくなった。

### 1990年代 - 2000年代

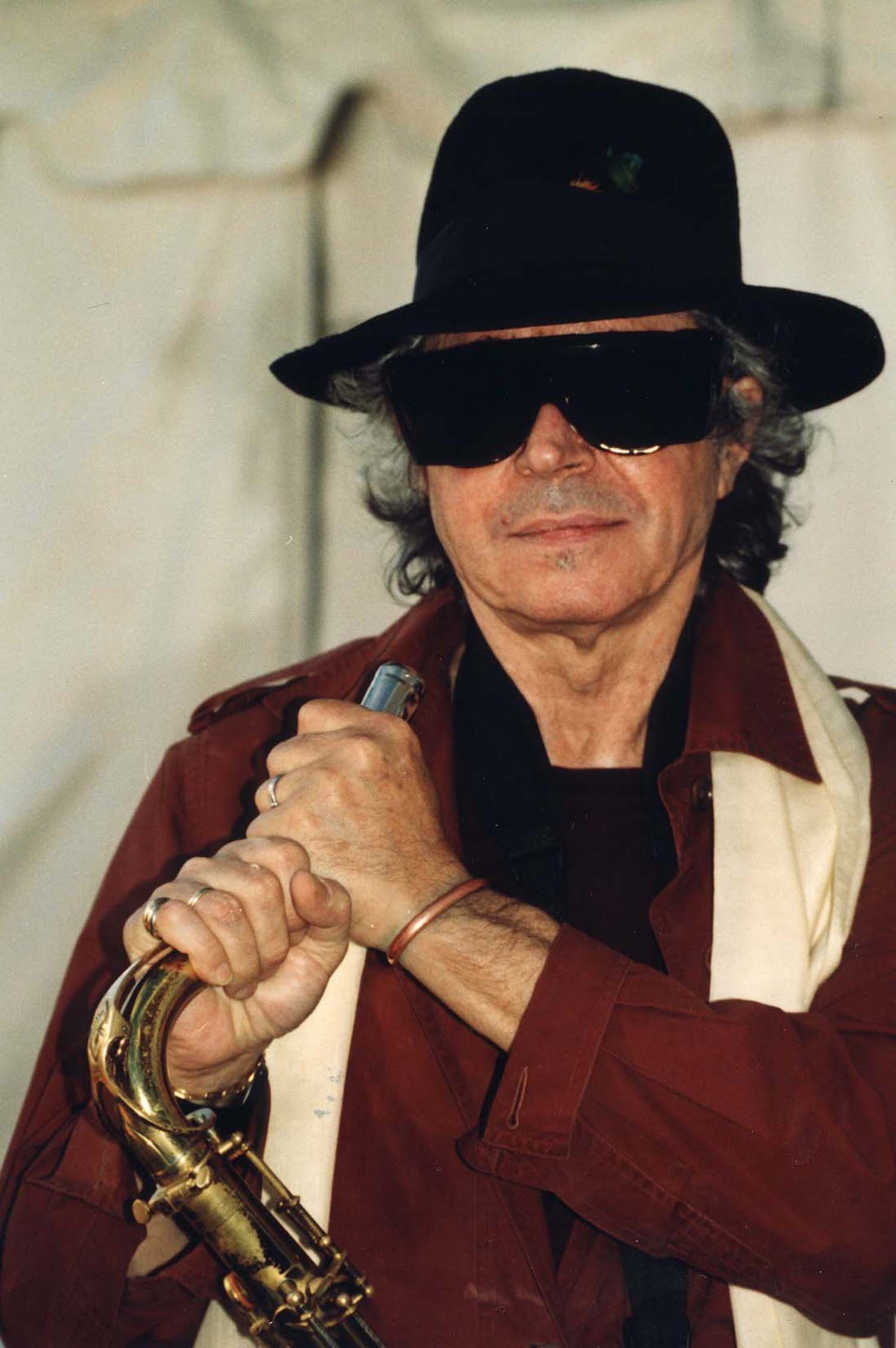
Gato Barbieri, 1999

1990年代になると活動を再開し、アミール・ナデリの『Manhattan by Numbers』(1991年)やダリューシュ・ショコフの『Seven Servants』(1996年)で映画製作総指揮を執っていた友人のバーマン・マグサウドロウの依頼で、それぞれの映画の音楽監督を担当した。ところが、1995年に長年連れ添った妻のミシェルが死去。その数か月後には自身が心臓発作で倒れてしまう。それから1年以上の闘病生活を経た1997年、14年ぶりの新作『Qué Pasa』をリリースした。このアルバムでは、そのスタイルをさらにスムーズ・ジャズに接近させている。その後2010年にかけて、ゆっくりとしたペースではあるが、3枚のアルバムを残している。

### 最期
2016年4月2日、ニューヨークにて肺炎のため死去。83歳。

## エピソード
- まだブエノス・アイレスにいた頃、雑誌に憧れのコルトレーンが載っていた。写真にはボロボロになったテナー・サックスのケースが写り込んでいた。それを目にしたガトーは、コルトレーン宛に新品の革製ケースを匿名で贈った。後年、コルトレーンと念願の対面を果たし、その傍らにあったケースについて尋ねてみたという[4]。
- テレビ番組『マペット・ショー』に登場する人形劇バンドDr. Teeth and The Electric Mayhemのメンバーにズートというキャラクターがいる。そのモデルがガトーだという[5]。

## ディスコグラフィ

### リーダー・アルバム
- 『イン・サーチ・オブ・ザ・ミステリー』 - In Search of the Mystery (1967年、ESP-Disk)
- Obsession (1967年、Affinity)
- 『ハンバ・カール!』 - Hamba Khale! (1968年、Togetherness) ※ダラー・ブランドとの共同名義
- 『第三世界』 - The Third World (1970年、Flying Dutchman) ※1969年録音
- 『フェニックス』 - Fenix (1971年、Flying Dutchman)
- 『エル・パンペロ』 - El Pampero (1972年、Flying Dutchman) ※1971年録音
- 『アンダー・ファイア』 - Under Fire (1973年、Flying Dutchman) ※1971年録音
- 『ラストタンゴ・イン・パリ』 - Last Tango in Paris (1973年、United Artists) ※1972年録音
- 『ボリビア』 - Bolivia (1973年、Flying Dutchman)
- 『チャプター・ワン』 - Chapter One: Latin America (1973年、Impulse!)
- 『チャプター・トゥー』 - Chapter Two: Hasta Siempre (1973年、Impulse!)
- 『チャプター・スリー』 - Chapter Three: Viva Emiliano Zapata (1974年、Impulse!)
- 『イエスタデイズ』 - Yesterdays (1974年、Flying Dutchman)
- 『チャプター・フォア』 - Chapter Four: Alive in New York (1975年、Impulse!)
- 『カリエンテ』 - Caliente! (1976年、A&M)
- Live in Buenos Ayres, 1971' (1976年、Oxford) ※1971年録音
- 『エル・ガトー』 - El Gato (1975年、Flying Dutchman) ※1曲の未発表曲を含むFlying Dutchman時代のベスト盤。
- 『ルビー、ルビー』 - Ruby Ruby (1977年、A&M)
- Jazz Mania All Stars (1977年、Durium Start) ※1960年録音
- 『トロピコ』 - Tropico (1978年、A&M)
- 『ユーフォリア』 - Euphoria (1979年、A&M)
- 『ガトー』 - Gato (1982年、Fania)
- 『パラ・ロス・アミーゴス』 - Gato...Para Los Amigos (1983年、Doctor Jazz) ※1981年録音
- 『アパショナード』 - Apasionado (1983年、Doctor Jazz)
- Passion And Fire (1983年、A&M) ※A&M時代のベスト盤。
- Two Pictures Years (1990年、Liuto) ※1965年-1968年録音。Piero Umilianiのサウンドトラック2作からのコンピレーション。
- Qué Pasa (1997年、Columbia)
- Che Corazón (1999年、Columbia)
- The Shadow of The Cat (2002年、Peak)
- New York Meeting (2010年、Melopea)

### 参加シングル、アルバム
カーラ・ブレイ & ポール・ヘインズ
- 『エスカレーター・オーヴァー・ザ・ヒル』 - Escalator Over The Hill (1971年、JCOA)
- 『トロピック・アペタイト』 - Tropic Appetites (1974年、Watt)

ゲイリー・バートン
- 『葬送』 - A Genuine Tong Funeral (1967年、RCA)

ドン・チェリー
- 『トゥゲザーネス』 - Togetherness  (1965年、Durium)
- 『コンプリート・コミュニオン』 - Complete Communion (1966年、Blue Note)
- 『即興演奏家のためのシンフォニー』 - Symphony for Improvisers (1966年、Blue Note)
- 『ライヴ・アット・カフェ・モンマルトル1966』 - Live at Jazzhus Montmartre 1966 (2007年) ※1966年録音
- 『ライヴ・アット・カフェ・モンマルトル1966・ヴォリューム・トゥー』 - Live at Cafe Montmartre 1966 Volume Two (2008年、ESP-Disk) ※1966年録音
- 『ライヴ・アット・カフェ・モンマルトル1966・ヴォリューム・スリー』 - Live at Cafe Montmartre 1966 Volume Three (2009年、ESP-Disk) ※1966年録音
- 『コペンハーゲン1963・アンド・ヒルフェルスム1966』 - Copenhagen 1963 & Hilversum 1966 (2010年、FreeFactory) ※1963年/1966年録音

チャーリー・ヘイデン
- 『リベレーション・ミュージック・オーケストラ』 - Liberation Music Orchestra (1969年、Impulse!)

ジャズ・コンポーザーズ・オーケストラ
- 『ジャズ・コンポーザーズ・オーケストラ』 - The Jazz Composer's Orchestra (1968年)

オリヴァー・ネルソン
- 『スイス組曲』 - Swiss Suite (1971年、Flying Dutchman)

アラン・ショーター
- 『パラボラ』 - Orgasm (1968年、Verve)

アントネッロ・ヴェンディッティ
- Buona Domenica (1979年、Philips)
- Da Sansiro A Samarcanda "L'Amore Insegna Agli Uomini" (1992年、Heinz)
- Che Fantastica Storia E la Vita (2003年、BMG)
- Dalla Pelle al Cuore (2007年、BMG)

その他
- Bop Club of Buenos Aires Septet : "Dinero En El Ciero" c/w "Que Alta Esta La Luna" (1953年、Odeon) ※SP
- Pichy Mazzei y Sus All Stars : "Señora Sea Buena" / "Todo De Ti" / "Demasiado Maravilloso" / "Dinero Del Cielo" (1958年、RCA Victor) ※EP
- Agrupacion Nuevo Jazz : "Menorama" (1960年、Curva Nab) ※EP
- ホルヘ・ロペス・ルイス : B.A. Jazz By (1960年、VIK)
- セルジオ・ミハノヴィッチ : Los Jovenes Viejos (1962年、VIK)
- Bubby Lavecchia y Su Orquesta : Bubby Lavecchia y Su Orquesta (1962年、Odeon)
- ジョルジオ・アッゾリーニ : Tribute To Someone (1964年、Ciao! Ragazzi)
- ジョヴァンニ・フスコ、カルロ・ルスティケリ、ピエロ・ピッチオーニ : 3 Notti D'Amore (1964年、CAM)
- フランコ・トナーニ : Night In Fonorama (1964年、Juke Box)
- ピエロ・ウミリアーニ : Una Bella Grinta (1965年、CAM)
- ピエロ・ピッチオーニ : Il Momento Della Verita' (1965年、Campi Editore)
- Giorgio Gaslini Ensemble E Quartet : Nuovi Sentimenti (1966年、La Voce Del Padrone)
- ピエロ・ウミリアーニ : Svezia Inferno E Paradiso (1968年、Omicron)
- Various Artists : Die Jazz-Werkstatt '69 (1969年、NDR)
- Giovanni Tommaso With The Healthy Food Band : La Banda Del Cibo Salutare (1971年、RCA)
- ルイス・バカロフ : Desbandes (1975年、RCA)
- ファニア・オール・スターズ : Social Change (1981年、Fania)
- リオン・ウェア : 『夜の恋人たち』 - Leon Ware (1982年、Elektra)
- ピノ・ダニエレ : Ferry Boat (1985年、Scio)
- テオ・マセロ : Acoustical Suspension (1985年、Doctor Jazz)
- エンニオ・モリコーネ : Il Ladrone - L'Harem (1995年、RCA)
- Essence All Stars : 『アフロ・キューバン・チャント』 - Afro Cubano Chant (1995年、Hip Hop Essence)
- フラヴィオ・アンブロゼッティ : Anniversary (1996年、Enja)
- Avenue Blue : Nightlife (1997年、Bluemoon)
- チコ・オファリル : Heart of a Legend (1999年、Milestone)
- オスカー・フェルドマン : El Angel (1999年、Continental)
- Remo Capra : Say We Are Still Together (2001年、Sony)
- Brazilian Nights : Rio Wave (2002年、Q)
- ハミロ・ムソット : Sudaka (2003年、MCD World Music)
- Various Artists : Rachel Ray: How Cool Is That Christmas (2007年、Epic)